# Najdziszów
Najdziszów – wieś w Polsce położona w województwie śląskim, w powiecie będzińskim, w gminie Mierzęcice.
W latach 1975–1998 miejscowość administracyjnie należała do województwa katowickiego.
Dawne nazwy wsi: Najdzieszów, Nadziszów i Najdyszew.
Przez wieś przebiega turystyczny zielony Szlak Tysiąclecia.